# 张三其人
《张三其人》为严顺开等共5人在1993年中国中央电视台春节联欢晚会上所表演的一个小品。不同于严顺开长期以来“老顽童”的形象，张三其人塑造的是一个“倒霉蛋”形象。张三其人也是严顺开的代表作之一。

## 关于
故事所说的是某个单位的看门人、老干部张三因为种种巧合引起多种倒霉的事情。故事结尾，单位中的许多同志均开始不喜欢张三。这个小品所制造的幽默比较特殊，因此是严顺开比较特殊的代表作。
不同于严顺开一直以来“老顽童”形象，张三其人所使用的是“倒霉人”形象。小品中的张三因为种种的倒霉事情而遇到了种种的讨厌。

## 链接
- 严顺开
- 小品